# Đường cao tốc vành đai Thẩm Dương
Đường cao tốc vành đai Thẩm Dương (tiếng Trung: 沈阳绕城高速公路 ), được đánh số là G15 01, là một đường cao tốc vành đai ở Thẩm Dương, Liêu Ninh, Trung Quốc.

## Lịch sử
Công trình đường cao tốc vành đai Thẩm Dương khởi công vào năm 1988, toàn bộ đường vành đai được hoàn thành và thông xe vào tháng 9 năm 1995. Tuyến đường được xây dựng là một phần của đường cao tốc Bắc Kinh – Cáp Nhĩ Tân theo kế hoạch với tổng chiều dài 82,051 km. Năm 2010, Ủy ban Nhân dân tỉnh Liêu Ninh khởi động dự án tái thiết và mở rộng đường cao tốc vành đai Thẩm Dương, dự án này đã hoàn thành vào cuối tháng 7 năm 2013.

## Thu phí
Bắt đầu từ ngày 31 tháng 7 năm 2013, đường cao tốc vành đai Thẩm Dương đã thực hiện chính sách miễn phí phương tiện đối với xe chở khách cỡ nhỏ đã đăng ký ở Thẩm Dương. Chính sách này chỉ áp dụng nếu phương tiện đi vào từ các trạm thu phí của đường cao tốc vành đai Thẩm Dương và đi ra tại các trạm thu phí của đường cao tốc Vành đai Thẩm Dương. Nếu phương tiện đi quá xa đường cao tốc Vành đai Thẩm Dương, phí cầu đường sẽ được trả theo số dặm thực tế đã đi. Theo quy định của Bộ Giao thông tỉnh Liêu Ninh, các phương tiện chở khách cỡ nhỏ được hưởng chính sách miễn phí phải được trang bị thẻ điện tử ETC và phải đi trên làn đường dành riêng cho ETC khi lái xe qua trạm thu phí đường cao tốc Vành đai Thẩm Dương. Từ giai đoạn đầu triển khai miễn phí đến ngày 31 tháng 3 năm 2014, các phương tiện đáp ứng các điều kiện nhưng chưa gắn thẻ điện tử được phép đi qua đường cao tốc vành đai Thẩm Dương.
Kể từ ngày 1 tháng 1 năm 2020, hệ thống thu phí kết nối mạng lưới nâng cấp đã được triển khai ở các tuyến đường cao tốc trên cả nước. Tuy nhiên, người dân sử dụng thẻ trả trước của xe du lịch cỡ nhỏ dưới 9 chỗ ngồi (bao gồm cả 9 chỗ ngồi) từ Thẩm Dương vẫn tiếp tục được hưởng chính sách miễn phí của đường cao tốc vành đai Thẩm Dương. Điểm khác duy nhất là lối vào làn ETC chỉ có thể được thông qua bình thường khi số dư trong thẻ lớn hơn 0 Nhân Dân Tệ.